# 太陽角度對氣候的影響

圖1
這張圖說明陽光在極區如何被延展在一個更大的區域。除了入射光的密度之外，當陽光以低角度入射時，大氣層的散逸也會增大。

太陽角度對氣候的影響，主要在於地球上不同地點所接收到的能量，這是基於不同的地點、日中時間和季節會有不同的陽光入射角，原因是地球公轉和沿着傾斜軸自轉。陽光入射角的季節性變化是因為地球自轉軸的傾斜造成的，這也是造成夏天比冬天溫暖的基本機制。日長的變化是另一個因素 (參見季節)。

## 太陽角度的幾何學

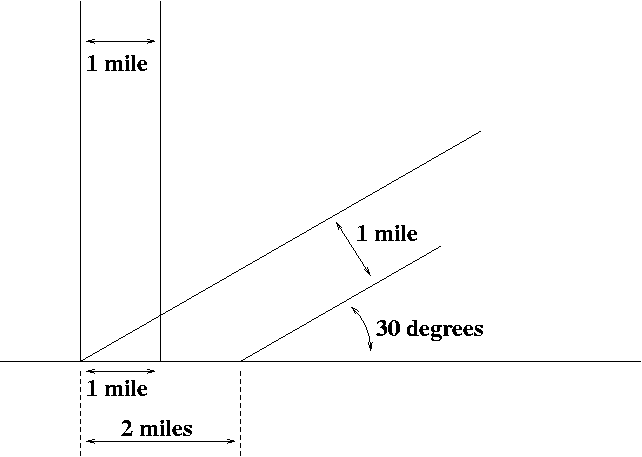
圖2
一束寬度為一英里的光束以90° (垂直) 和30° (傾斜) 照射表面，因為照射面大小的改變，在單位面積上，前者所接收到的能量是後者的兩倍。

當陽光以較低的角度 (太陽接近地平面) 照射，陽光的能量被擴展至較大的區域，因此比太陽在接近頭頂上方照射、能量集中在一個較小的範圍內時，顯然會較為微弱 （見圖1）。
圖2描述一束寬度為一英里 (1.6公里) 的光束，分別以90°（垂直）和30°（傾斜）照射在地面。根據三角學，30°的正弦值是1/2，而90°的正弦值是1。因此，同樣寬的光束照射在地面時，30°的光束照射到的區域是90°的兩倍（如果我們假設陽光在正午從正南方照射過來，南北寬度加倍，但東西寬度不變）。結果是以30°傾斜落在地面的每平方英里接收的能量只有垂直照射區域的一半。

圖3
這是季節的示意圖。無論何時，地球的南極和北極 (此處是指自轉軸) 總有一處是黑暗的，而另一處是明亮的；參見極夜。

以更淺 (低平) 的角度進入的光束，將穿越的地球大氣長度會超過直設的兩倍以上，並且有些能量會直接反射回太空。
圖3顯示當自轉軸背離太陽的方向時，陽光照射到地球的北半球和南半球的角度。這時北半球是冬季，而南半球是夏季。

### 技術性的提示
熱能是不能被太陽回收的。輻射能被地球接收，其結果是轉換成地球本身的能級。不同的材料有不同的比熱和傳輸熱能的特性和型式。混凝土和瀝青會緩慢的釋放熱能，而多數的金屬會很快的釋放熱能。